# Ремез Євген Якович
Євге́н Я́кович Реме́з (* 17 лютого 1896, Мстислав — † 30 серпня 1975) — математик, член-кореспондент АН УРСР із 1939), родом з м. Мстиславля (БССР).
Закінчив Київський університет (1924). У 1928—55 pp. викладав у Педагогічному інституті (професор з 1933) й інших вишах у Києві; з 1934 р. працює в Інституті математики АН УРСР, член редколегії «Українського математичного журналу».
Основні праці Ремеза стосуються конструктивної теорії функцій та наближеного аналізу. Він уперше створив загальні обчислювальні методи чебишевського наближення функцій.
Автор понад 100 праць.